# Praia José Gonçalves
A Praia José Gonçalves localiza-se na cidade de Búzios, no estado brasileiro do Rio de Janeiro.
Seu nome é uma referência ao antigo traficante de escravos José Gonçalves. A praia foi usada como seu último local de desembarque ilegal de escravos.